# Edward Small
Pour les articles homonymes, voir Small.
Edward Small est un producteur américain né le 1er février 1891 à Brooklyn et mort le 25 janvier 1977 à Los Angeles.

## Filmographie
- 1927 : McFadden's Flats
- 1928 : The Cohen and Kellys in Paris de William Beaudine
- 1929 : Song of Love d'Erle C. Kenton
- 1933 : Le Long des quais (I cover the Waterfront)
- 1934 : Palooka
- 1934 : Le Comte de Monte Cristo (The Count of Monte Cristo)
- 1934 : Transatlantic Merry-Go-Round (en)
- 1935 : L'Ennemi public n°1 (Let 'em Have It)
- 1935 : Mexico et retour (Red Salute)
- 1935 : The Melody Lingers On
- 1936 : Carolyn veut divorcer (The Bride Walks Out)
- 1936 : Le Dernier des Mohicans (The Last of the Mohicans)
- 1937 : We Who Are About to Die
- 1937 : New Faces of 1937
- 1937 : Super-Sleuth
- 1937 : L'Or et la Chair (The Toast of New York)
- 1937 : Les Démons de la mer (Sea Devils) de Benjamin Stoloff
- 1938 : The Duke of West Point
- 1939 : Le Roi du turf (King of the Turf)
- 1939 : L'Homme au masque de fer (The Man in the Iron Mask)
- 1940 : My Son, My Son !
- 1940 : South of Pago Pago
- 1940 : Kit Carson
- 1940 : Le Fils de Monte-Cristo (The Son of Monte Cristo)
- 1941 : Cinquième bureau (International Lady)
- 1941 : Vendetta (The Corsican Brothers)
- 1942 : A Gentleman After Dark
- 1942 : Twin Beds
- 1942 : Miss Annie Rooney
- 1942 : Friendly Enemies
- 1944 : Dans la chambre de Mabel (Up in Mabel's Room) d'Allan Dwan
- 1944 : Abroad with Two Yanks
- 1945 : Getting Gertie's Garter
- 1945 : Brewster's Millions
- 1946 : Tentation (en) (Temptation)
- 1946 : The Return of Monte Cristo
- 1948 : La Flèche noire (The Black Arrow)
- 1948 : Bien faire... et la séduire (The Fuller Brush Man)
- 1948 : Marché de brutes (Raw Deal)
- 1948 : La Grande Menace (Walk a Crooked Mile)
- 1949 : Cagliostro (Black Magic)
- 1950 : Éclaireur indien (en) (Davy Crockett, Indian Scout)
- 1950 : The Iroquois Trail
- 1951 : Rudolph Valentino, le grand séducteur (Valentino)
- 1951 : Les Maudits du château-fort (Lorna Doone)
- 1951 : The Texas Rangers
- 1952 : Indian Uprising
- 1952 : L'Inexorable enquête (Scandal Sheet)
- 1952 : Le Proscrit (The Brigand)
- 1952 : La Folie de l'or (Cripple Creek)
- 1952 : Le Quatrième Homme (Kansas City Confidential)
- 1953 : Tempête sur le Texas (en) (Gun Belt)
- 1953 : L'Affaire de la 99ème rue (99 River Street)
- 1953 : Captain John Smith and Pocahontas
- 1954 : Overland Pacific
- 1954 : Southwest Passage
- 1954 : The Lone Gun
- 1954 : L'Assassin parmi eux (Down Three Dark Streets)
- 1954 : Le Défilé de la trahison (en) (Khyber Patrol) de Seymour Friedman
- 1955 : Top Gun
- 1955 : New York confidentiel (New York Confidential)
- 1955 : The Naked Street
- 1957 : Monkey on My Back
- 1957 : Témoin à charge (Witness for the Prosecution)
- 1958 : La Fusée de l'épouvante
- 1959 : Tombouctou (Timbuktu)
- 1960 : Vice Raid
- 1961 : The Greengage Summer
- 1962 : Jack le tueur de géants (Jack the Giant Killer)
- 1962 : La Tour de Londres (Tower of London)
- 1963 : L'Étrange destin du juge Cordier (Diary of a Madman)
- 1963 : Trio de terreur (Twice-Told Tales) de Sidney Salkow
- 1965 : I'll Take Sweden (en)
- 1966 : Frankie and Johnny
- 1966 : Quel numéro ce faux numéro ! (Boy, Did I Get a Wrong Number!)
- 1968 : The Wicked Dreams of Paula Schultz
- 1970 : The Christine Jorgensen Story